# Bonnie Henry
Bonnie Henry FRCPC (née en 1965 ou 1966 à Charlottetown, Île-du-Prince-Édouard, Canada) est une médecin canadienne spécialisée en hygiène. Après avoir participé à plusieurs programmes de lutte contre des pandémies, elle a été nommée médecin hygiéniste en chef de la Colombie-Britannique, poste qu'elle occupe en 2020. Son travail de lutte à la pandémie de Covid-19 au Canada a été souligné entre autres par un article du quotidien The New York Times en juin 2020.

## Biographie
Bonnie Henry est née en 1965 ou 1966 à Charlottetown, Île-du-Prince-Édouard, au Canada où plusieurs membres de sa famille demeurent en 2020. 
Son père a atteint le grade de major dans les Forces armées canadiennes. Sa famille a vécu à plusieurs endroits selon ses affectations dont Calgary (au Canada), Saint-Jean de Terre-Neuve  (au Canada) et les Pays-Bas. Parmi les quatre sœurs de la famille, elle est deuxième par son âge.
En 1986, elle obtient un BSc (avec honours) de l'université Mount Allison (située à Sackville, Nouveau-Brunswick). En 1990, elle est reçue médecin à la faculté de médecine de l'université Dalhousie (à Halifax, Nouvelle-Écosse). De 1996 à 1999, Bonnie Henry complète une résidence en prophylaxie à l'université de Californie à San Diego. En 1999, elle obtient un Master of Public Health (MPH, diplôme en santé publique) en épidémiologie de l'université d'État de San Diego,. En 2001, elle complète une résidence en santé publique et prophylaxie à l'université de Toronto.
À sa troisième année de formation à l'université Dalhousie, Henry s'engage dans la Marine royale canadienne, où elle sert comme officier médical quand elle obtient son diplôme. Affectée à la base des Forces canadiennes Esquimalt, sur l'Île de Vancouver en Colombie-Britannique, elle sert pendant dix ans,. 
Au début de l'an 2000, elle participe à un programme d'éradication de la polio au Pakistan mené sous l'égide de l'OMS - UNICEF. Elle poursuit avec l'OMS en 2001, où elle participe à la lutte contre l’épidémie d'Ebola en Ouganda. Elle participe à l'élaboration du Canada's Pandemic Influenza Plan (en), qui contient des recommandations pour les personnels en soins de la santé lors d'une épidémie d'influenza.
En septembre 2001, elle rejoint le Toronto Public Health (en) en tant que responsable médical de la santé publique, où elle dirige l'unité des services d'urgence et l'unité de liaison sur les maladies transmissibles. À ces postes, elle supervise la réponse de Toronto lors des épidémies du syndrome respiratoire aigu sévère (SRAS) et du virus de la grippe A (H1N1) dans cette ville canadienne,.
De 2005 à 2007, elle travaille comme médecin épidémiologiste au British Columbia Centre for Disease Control (en). De 2007 à 2014, elle occupe le poste de directeur médical du Public Health Emergency Management. En 2011, elle est aussi nommée directeur médical du Communicable Disease Prevention and Control. Elle conseille les organisateurs des Jeux olympiques d'hiver de 2010 (qui se tiennent à Vancouver),.
En décembre 2013, elle est nommée directrice par intérim du British Columbia Centre for Disease Control (en),. Elle est ensuite nommée officier provincial de la Santé en août 2014, poste qu'elle occupe pendant trois ans,. À ce poste, elle soutient les efforts de lutte aux conséquences néfastes de nombreux incendies forestiers qui affectent la province (notamment une réduction de la qualité de l'air) et conseille le gouvernement du Canada sur une épidémie du virus de la grippe A (H7N9).
En février 2018, Bonnie Henry est nommée officier provincial de la Santé de la Colombie-Britannique auprès du ministère responsable de la santé ; c'est la première femme à occuper ce poste,. Elle préside alors le groupe de travail sur la pandémie d'influenza. Elle supervise un groupe qui étudie les façons de réduire le nombre de personnes gravement malades pendant une pandémie ainsi que les moyens pour réduire les disruptions sociales. Elle suggère l'usage de systèmes informatiques plus performants pour le suivi des vaccinations ainsi que pour la gestion des stocks de vaccins du Canada.
Lorsque la première vague de pandémie de Covid-19 au Canada commence, Bonnie Henry est chargée de la réponse du gouvernement de la Colombie-Britannique,.
Le 30 janvier 2020, à la suite de la confirmation d'une première personne infectée dans cette province, elle donne ce conseil auprès du public : « Il n'est pas nécessaire que le grand public prenne des précautions particulières au-delà des mesures habituelles recommandées pour prévenir d'autres virus respiratoires courants pendant la période hivernale. », (ce qui est une erreur a posteriori). 
Elle a aussi affirmé que le coronavirus n'était pas aussi infectieux que les virus de l'influenza ou de la rougeole ; selon elle, les gens ne pouvaient pas être infectés par « simple contact », (une autre erreur a posteriori). 

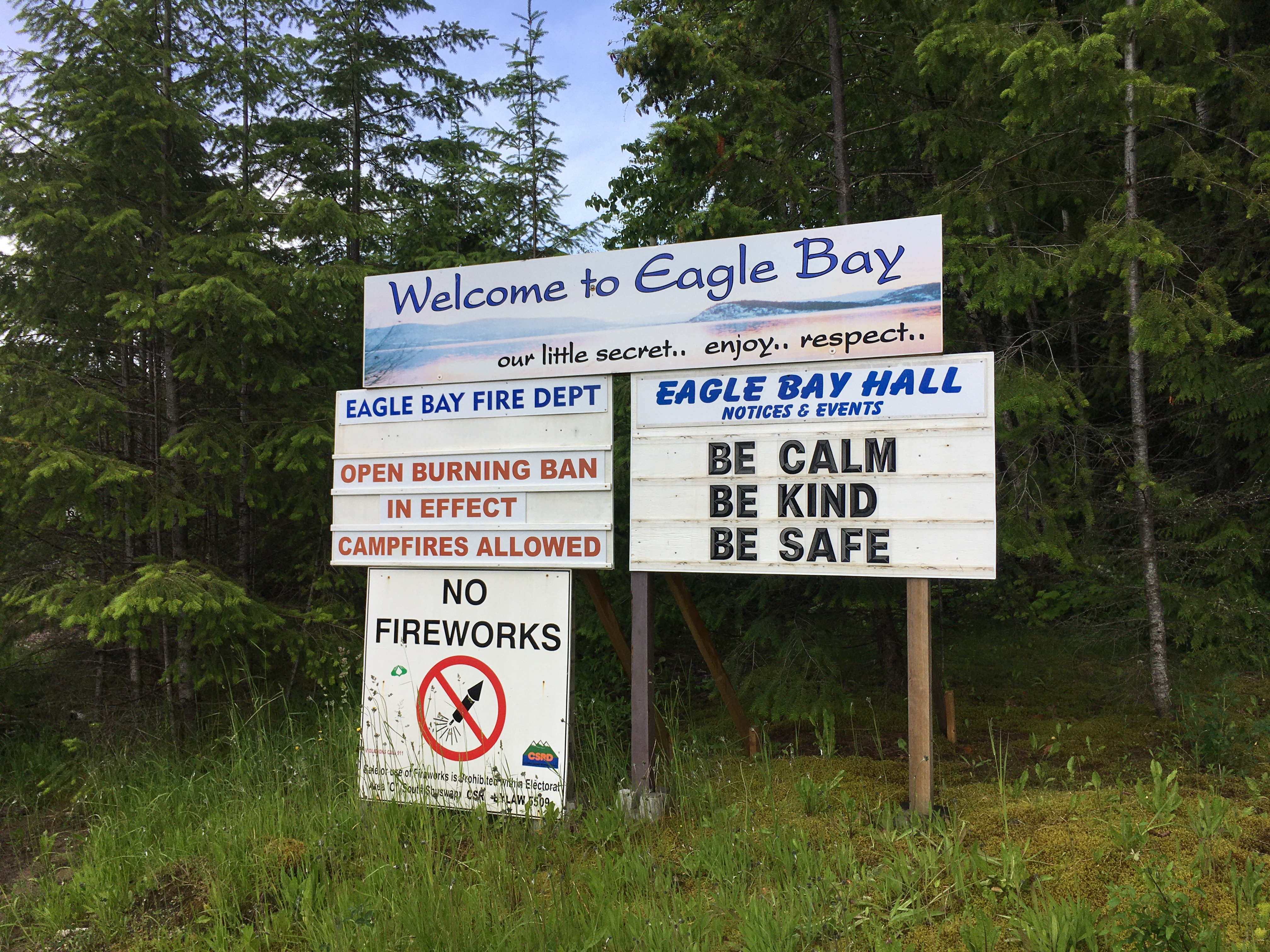
Pancarte d'une association à Eagle Bay en Colombie-Britannique. Elle comporte la citation de Bonnie Henry : be calm, be kind, be safe.

Lors d'un point de presse le 17 mars 2020, elle conclut avec ces quelques mots : « Il est temps pour nous d'être gentils, d'être calme et d'être en sécurité » (« be calm, be kind, be safe »). Le lendemain, la Colombie-Britannique promulgue l'état d'urgence dans le cadre de la la lutte à la Covid-19. 
Le chroniqueur médical du quotidien The Globe and Mail l'a décrite, le 20 mars 2020, comme « une voix apaisante dans cette immense folie de coronavirus »,.
Le 7 avril 2020, alors que les salons de coiffure de Colombie-Britannique sont fermés, elle apparaît pour une énième fois à la télévision et des téléspectateurs notent que ses cheveux sont plus courts. Ils concluent que sa coiffeuse lui a coupé les cheveux, en violation de son ordre fin mars 2020 d'interdire l'exploitation de différents commerces jugés non essentiels. Elle réplique qu'elle a coupé elle-même ses cheveux, et s'excuse auprès de sa coiffeuse habituelle pour avoir gâché sa coiffure. 
En août, septembre et octobre 2020, elle a été critiquée pour ne pas avoir exigé le port du masque dans les lieux publics et pour la décision d'autoriser les élèves à retourner à l'école,,.
Le 22 septembre 2020, elle déclare avoir reçu des menaces de mort et a décidé d'augmenter la sécurité de sa résidence. 
Le 7 novembre 2020, à la suite de deux importantes hausses d'infections quotidiennes à la Covid-19, elle annonce des restrictions supplémentaires pour deux régions : Fraser et Vancouver Coastal (qui comprend la ville de Vancouver), qui s'appliquent aux activités sociales, aux voyages à l'intérieur de la Colombie-Britannique, aux activités extérieures et aux lieux de travail. Le 16 novembre 2020, alors que la province connaît une hausse marquée du nombre de personnes infectées par la Covid-19, elle déclare : « Comme je l’ai déjà dit à plusieurs reprises, dans beaucoup d’endroits, nous imposons déjà le masque. (...) Le port de masques est plus que jamais une mesure importante que nous devons prendre individuellement. » Il est en effet imposé à beaucoup d'endroits dans la sphère publique, mais pas dans la sphère privée.
En novembre et décembre 2020, des observateurs critiquent le manque de transparence sur les données relatives à la COVID-19 dans la province,. En novembre, Henry explique que la Colombie-Britannique ne partage pas toutes les informations avec le gouvernement fédéral parce que les officiels de la province ont des craintes sur la façon dont elles seraient interprétées, ce qui pourrait induire des rumeurs infondées sur la propagation de la COVID-19. Néanmoins, la province partage toutes les données agrégées.
Au début décembre 2020, elle dit avoir été informée de futures tentatives de sabotage du programme de vaccination contre la Covid-19 qui devrait commencer en décembre en Colombie-Britannique. La Gendarmerie royale du Canada a indiqué qu'elle envoyait des renforts pour contrer ces tentatives. Dans la semaine du 21 décembre 2020, Bonnie Henry se fait vacciner contre la Covid-19 devant les caméras (elle reçoit une dose du vaccin Pfizer–BioNTech contre la COVID-19). Cette décision suscite des critiques, certains jugent que d'autres personnes sont plus prioritaires, alors que d'autres indiquent que les personnalités médiatisées doivent montrer l'exemple pour combattre le discours anti-vaccins. Un médecin manifeste son désaccord envers cette décision parce que, par sa position, Bonnie Henry peut travailler à distance, donc loin de sources d'infections, et qu'il n'y a que peu de doses du vaccin au Canada à ce moment de la pandémie.

## Publications
Livres
- (en) Bonnie Henry, Soap and Water & Common Sense : The Definitive Guide to Viruses, Bacteria, Parasites and Disease, Toronto, Anansi, 2012, 288 p. (ISBN 978-0-88784-937-4, OCLC 805951252)

Articles
- (en) Susan M Poutanen, Donald E Low, Bonnie Henry, Sandy Finkelstein, David Rose, Karen Green, Raymond Tellier, Ryan Draker, Dena Adachi, Melissa Ayers et Adrienne K Chan, « Identification of Severe Acute Respiratory Syndrome in Canada », New England Journal of Medicine, vol. 348, no 20,‎ 2003, p. 1995–2005 (ISSN 0028-4793, OCLC 4638980317, PMID 12671061, DOI 10.1056/NEJMoa030634)
- (en) Tomislav Svoboda, Bonnie Henry, Leslie Shulman, Erin Kennedy, Elizabeth Rea, Wil Ng, Tamara Wallington, Barbara Yaffe, Effie Gournis, Elisa Vicencio et Sheela Basrur, « Public Health Measures to Control the Spread of the Severe Acute Respiratory Syndrome during the Outbreak in Toronto », New England Journal of Medicine, vol. 350, no 23,‎ 3 juin 2004, p. 2352–2361 (ISSN 0028-4793, PMID 15175437, DOI 10.1056/nejmoa032111)
- (en) Mark Loeb, Allison McGeer (en), Bonnie Henry, Marianna Ofner, David Rose, Tammy Hlywka, Joanne Levie, Jane McQueen, Stephanie Smith, Lorraine Moss et Andrew Smith, « SARS among Critical Care Nurses, Toronto », Emerging Infectious Diseases, vol. 10, no 2,‎ 2004, p. 251–255 (ISSN 1080-6040, PMID 15030692, PMCID 3322898, DOI 10.3201/eid1002.030838)
- (en) Sheela V. Basrur, Barbara Yaffe et Bonnie Henry, « SARS: A Local Public Health Perspective », Canadian Journal of Public Health, vol. 95, no 1,‎ 2004, p. 22–24 (PMID 14768736, PMCID 6976208, DOI 10.1007/BF03403628)
- (en) B. Henry et S. Gadient, « Canada's pandemic vaccine strategy », Canada Communicable Disease Report, vol. 43, nos 7/8,‎ 2017, p. 164–167 (PMID 29770084, PMCID 5764724, DOI 10.14745/ccdr.v43i78a05)
- (en) B. Henry, « Canadian Pandemic Influenza Preparedness: Health sector planning guidance », Canada Communicable Disease Report, vol. 44, no 1,‎ 2018, p. 6–9 (PMID 29770091, PMCID 5937063, DOI 10.14745/ccdr.v44i01a02)

## Dans la culture
En Colombie-Britannique, Bonnie Henry a inspiré la création de groupes d'admirateurs, de t-shirts à son effigie, de chansons qui font son éloge et d'art urbain. Selon un musicien qui a créé une chanson en son honneur, lorsqu'elle s'adresse à la population, elle ne rapporte que de mauvaises nouvelles, mais son ton et son empathie résonnent favorablement parmi la population de la Colombie-Britannique. Un concepteur de chaussures a créé une paire d'escarpins de luxe à son nom, espérant vendre 200 paires grâce à la renommée de Bonnie Henry ; les ventes ont excédé ses attentes. D'autres médecins hygiénistes canadiens font l'objet d'une médiatisation populaire. Elle serait plus prononcée au Canada que dans plusieurs autres pays industrialisés.

### Citations originales
1. ↑  (en) « It is not necessary for the general public to take special precautions beyond the usual measures recommended to prevent other common respiratory viruses during the winter period. »
2. ↑  (en) « casual contact »
3. ↑  (en) « a calming voice in a sea of coronavirus madness »